# Erwin Bowien

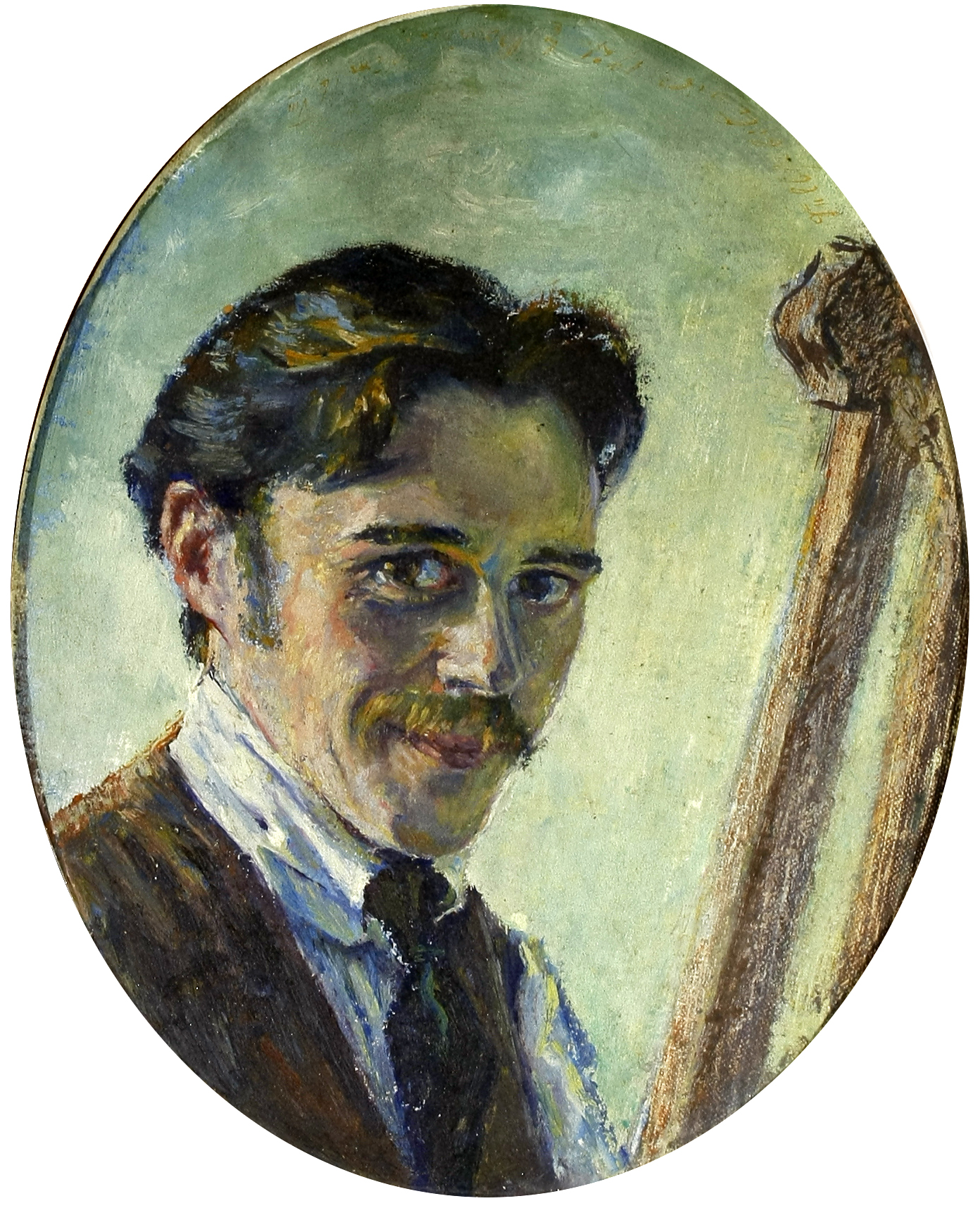
Erwin Bowien - Zelfportret. Jaren 1920

Erwin Johannes Bowien (Mülheim an der Ruhr, 3 september 1899 – Weil am Rhein, 3 december 1972) was een Duitse schilder en schrijver.

## Biografie

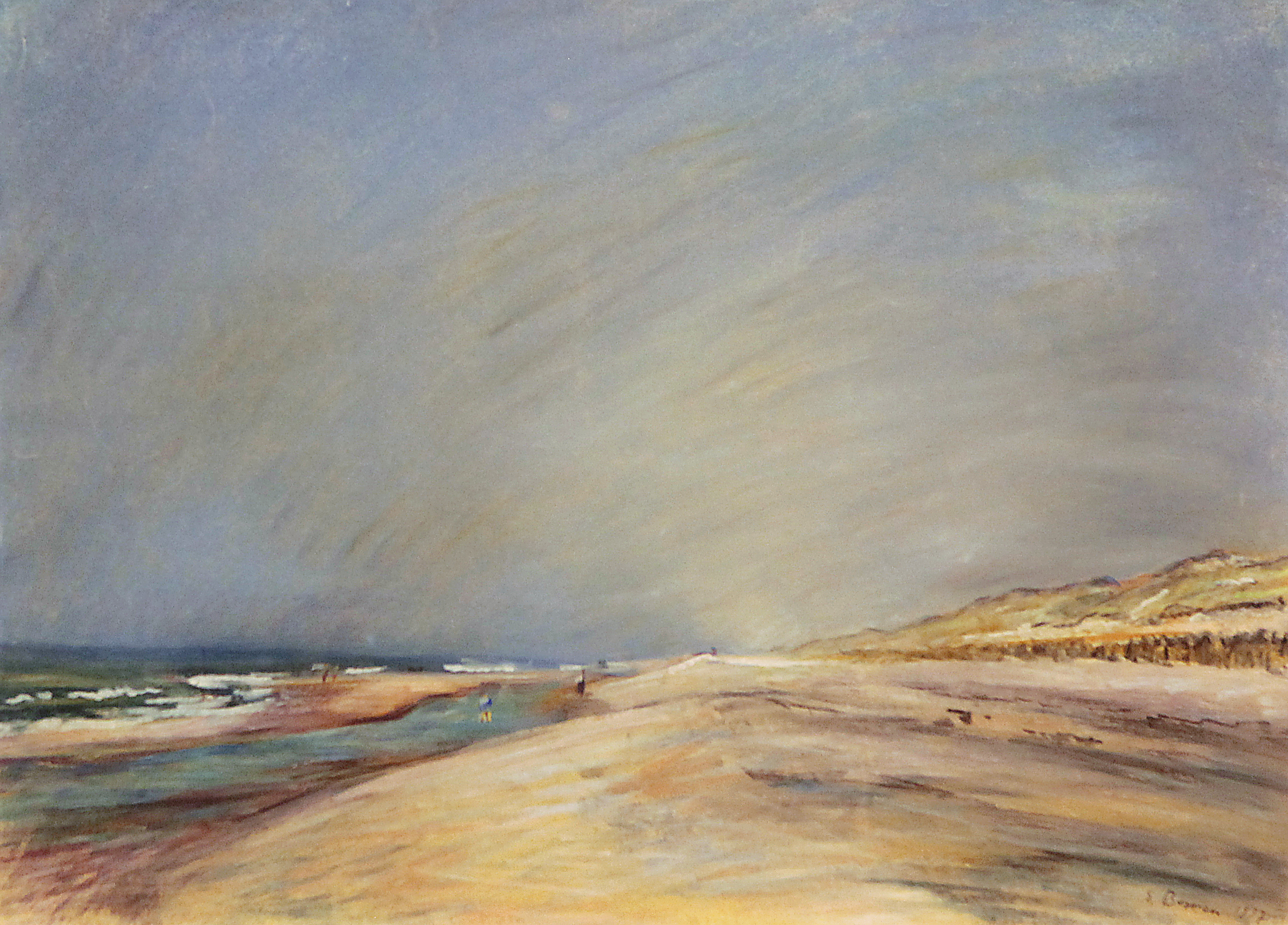
Bowien Egmond an Zee 1937

Bowien was kunstschilder, tekenaar, enz. Hij werd geboren september 1899 in Mühlheim an der Ruhr. Zijn vader was bouwkundig ingenieur en afkomstig uit oost-Pruisen. Zijn moeder kwam daar ook vandaan en was afstammeling van een familie, die in de 18e eeuw naar Oost-Pruisen getrokken was als dijkenbouwers en inpolderaars.
Bowien ging op school in Berlijn, bezocht een Latijns College (gymnasium) en studeerde 1916-1917 aan de "Ecole professionelle" in  Neuchâtel (Zwitserland). Na de Eerste Wereldoorlog studeerde hij aan de Kunstacademie van München (Prof. Robert Engels), Kunstacademie van Dresden (Prof. Richard Müller) en Kunstacademie van Berlijn (Prof. Phlipp Franck). Daarna gaf hij zelf vier jaar les en hield lezingen over kunstgeschiedenis voor Volkshogeschool in Solingen.
Vanwege de politieke ontwikkelingen in Duitsland  vertrok Bowien naar Nederland. Bowien woonde van 1933 tot 1942 als freelancekunstenaar in Egmond aan den Hoef, Noord-Holland, in de voormalige woning van de filosoof René Descartes. Toen in 1938 prinses Beatrix werd geboren, kwam Bowien op het idee om kinderen in Egmond aan den Hoef die in 1938 het levenslicht zagen te portretteren. De schilderijen zijn door de gemeente Egmond overgedragen aan het Koninklijk Huisarchief.
Bowien hield tentoonstellingen van zijn werk in Den Haag, Hoorn, Alkmaar en Schoorl. Hij maakte er opgang als schilder en pastel-tekenaar van landschappen, zee- en duingezichten.
In 1942 werd Bowien getipt dat een arrestatie in Nederland dreigde. Uit Duitsland kreeg hij de informatie dat vrienden hem wel wilden verbergen. Van dat aanbod maakte hij gebruik. Hij kwam terecht in een klein dorpje in Beieren waar hij tot het einde van de oorlog onopgemerkt bleef. Na de tweede wereldoorlog bezocht hij o.a. Noorwegen, Zwitserland. In vele grote steden in Duitsland, maar ook in Kopenhagen en in Parijs werden tentoonstellingen van zijn werk ingericht en in verscheidene musea is zijn werk te zien.
Bowien overleed 3 december 1972 in het huis in Weil am Rhein.

## Tentoonstellingen
- 1917: Neuchâtel (Neuenburg), Zwitserland. Galerie "Rose d'Or".[8]
- 1927: Solingen, Duitsland. Casino Gesellschaft[9]
- 1929: Solingen, Duitsland. Casino Gesellschaft.
- 1933-1941: Freelancerkunstenaar in Egmond aan den Hoef. Tentoonstellingen in Hoorn, Egmond, Gorinchem, Schoorl, Den Haag.
- 1947-1959: Solingen, Duitsland. "Bergischen Kunstausstellungen", Deutsches Klingenmuseum.
- 1951: Husum, Duitsland. Nordfriesland Museum (Nissenhaus).
- 1954: Bern,Zwitserland. Galerie "Haus der Inneren Enge".
- 1957: Husum, Duitsland. Nordfriesland Museum (Nissenhaus).
- 1957: Kopenhagen, Deutscher Club.
- 1958: Solingen, Duitsland. Neuen Rheinzeitung.
- 1958: Hannoversch Münden, Duitsland.Welfenschloss.
- 1958: Kopenhagen, Deutscher Club.
- 1960: Solingen, Duitsland. Klingenmuseum.
- 1962: Bern, Zwitserland. Galerie Schneider.
- 1964: Parijs, Galerie Duncan.
- 1965: Au / St. Gallen, Zwitserland. Galerie "Zollstraße".
- 1967: Weil am Rhein, Duitsland. Haus der Volksbildung.
- 1968: Freiburg im Breisgau, Duitsland. Rathaus.
- 1968: Bad Säckingen, Duitsland. Trompeterschloss.
- 1969: Freiburg im Breisgau, Duitsland. Rathaus,(Union Bildender Künstler).
- 1970: Solingen, Duitsland. Deutsches Klingenmuseum.
- 1971: Weil am Rhein, Duitsland.Haus der Volksbildung.
- 1973: Springe/Deister, Duitsland. Heimatmuseum.
- 1974: Rabat, Marokko, Goethe-Institut.
- 1975: Weil am Rhein, Duitsland, Haus der Volksbildung.
- 1975: Solingen, Duitsland, Deutsches Klingenmuseum.
- 1976: Gladbeck (Stadt Bottrop), Duitsland, Wasserschloss Wittringen.
- 1977: Bern, Zwitserland, Galerie d'Art Münster.
- 1977: Algiers, Galerie "Mohamed Racim".
- 1978: Buchschlag gemeente  Dreieich, Duitsland, Bürgersaal.
- 1980: Remscheid, Duitsland, Städtisches Heimatmuseum Remscheid-Hasten.
- 1982: Solingen, Duitsland, Deutsches Klingenmuseum.
- 1984: Weil am Rhein, Duitsland. Städtische Galerie Stapflehus.
- 1984: Solingen, Duitsland, Deutsches Klingenmuseum.
- 1985: Algiers, Goethe-Institut.
- 1986: Solingen, Duitsland.Stadtsparkasse Solingen.
- 1986: Weil am Rhein, Duitsland, Sparkasse Markgräfler Land.
- 1988: Weil am Rhein, Duitsland. Sparkasse Markgräfler Land.
- 1988: Remscheid, Duitsland. Theatergalerie.
- 1991: Solingen, Duitsland. Stadtsparkasse Solingen.
- 1996: Solingen, Duitsland. Bergisches Museum, Schloss Burg an der Wupper.
- 1999: Solingen, Duitsland. Museum Baden.
- 1999: Weil am Rhein, Duitsland. Städtische Galerie Stapflehus.
- 2006: Solingen, Duitsland, Galerie Liberal.
- 2012-2013: Isny, Eisenbach, Duitsland. Haus Tanne.
- 2013-2014: Weil am Rhein, Duitsland. Museum am Lindenplatz.
- 2014: Solingen, Duitsland. Kunstmuseum Solingen.
- 2015: Georgsmarienhütte, Duitsland, Museum Villa Stahmer.
- 2017: Egmond aan den Hoef: Huys Egmont: Egmondse Kinderportretten door Erwin Bowien 1937-1938.

## Autobiografie
- Erwin Bowien: Das schöne Spiel zwischen Geist und Welt – Mein Malerleben. (Autobiographie). Herausgegeben von Bettina Heinen-Ayech und dem Freundeskreis Erwin Bowien e.V. Solingen 1995, ISBN 3-88234-101-7[6].
- Erwin Bowien: Heures Perdues du Matin, Journal d'un Artiste Peintre, Alpes Bavaroises, 1944-1945. Notes et notices par Bernard Zimmermann. L'Harmattan, Paris 2000, ISBN 2-7475-0040-3.

## Films en hoorspellen
- 1992 Hassen Bouabdellah: Bettina Heinen-Ayech - Brief aan Erwin Bowien. Film, Solingen en Algiers, 1992. De Franse versie is getiteld Bettina Heinen-Ayech - Lettre à Erwin Bowien. De film werd opgenomen in de officiële selectie van het Montreal Festival.
- 2010 Georg Bayerle. Die Kunst der Erinnerung im Format Zwischen Spessart und Karwendel des BR (Georg Bayerle. De kunst van het geheugen in het formaat Tussen Spessart en Karwendel van de BR)
- 2011 Georg Bayerle. Bergidyll im Allgäu – Das Kreuzthal als Zufluchtsort, 1944, im Format Zeit für Bayern(Georg Bayerle. Bergidylle in de Allgäu - De Kreuzthal als toevluchtsoord, 1944, in het formaat Tijd voor Beieren. Speelduur ca. 53 minuten. Eerste uitzending van het hoorspel op 11. December 2011)
- 2015 Rudi Holzberger und Georg Bayerle. Fluchtpunkt im Allgäu. Die Kunst der Erinnerung: Erwin Bowien im Kreuzthal (Holzberger en Georg Bayerle. Verdwijnpunt in de Allgäu. De kunst van het geheugen: Erwin Bowien in Kreuzthal. Speelduur: 53 minuten. Bayerle - Kümpfel - Holzberger Stichting. Filmpremière op 21. Oktober 2015 in Maxim Kino in München)